# Erich Nowak
Erich Nowak (* 26. Mai 1908; † 1. Juni 1997) war ein deutscher Jurist und Verwaltungsbeamter. 

## Werdegang
Nowak studierte Rechtswissenschaft an der Universität zu Köln, wo er mit einer Dissertationsschrift über die Putativnotwehr graduierte. Er war seit 1927 Mitglied bei der Landsmannschaft Teutonia Bonn. Ab 1937 war er für das Industriewirtschaftsamt des Reichsluftfahrtministeriums tätig, ehe ab 1944 die Materialbeschaffung im von Albert Speer geführten Reichsministerium für Bewaffnung und Munition konzentriert wurde. Nach dem Zweiten Weltkrieg war er am Aufbau der seinerzeit in die Zuständigkeit der späteren Bundesländer fallenden Banken- und Versicherungsaufsicht in Nordrhein-Westfalen beteiligt und übernahm dort später die Leitung.

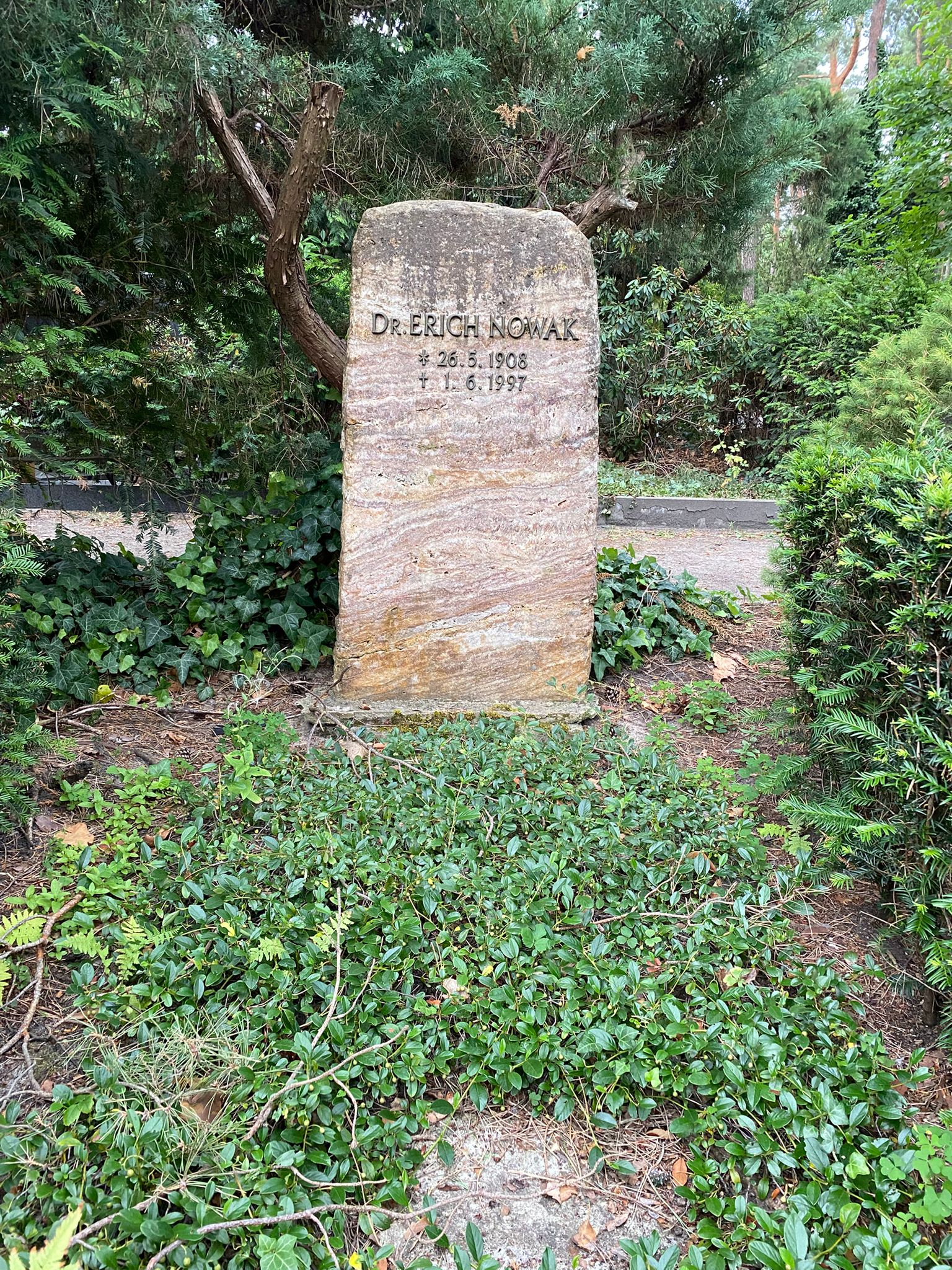
Grabstätte auf dem Waldfriedhof Dahlem

Im Oktober 1962 wurde Nowak auf Vorschlag des Bundesrats von Bundesfinanzminister Heinz Starke als Nachfolger des in den Ruhestand wechselnden Ernst Fritz zum neuen Präsidenten des Bundesaufsichtsamts für das Versicherungs- und Bausparwesens ernannt. In den folgenden Jahren gestaltete er die Versicherungsaufsicht im Spannungsfeld von Verbraucherschutz, Unternehmensschutz und einer zunehmenden Konzentration in der Branche. Dabei wurde die sukzessive Übertragung von Aufsichtsbefugnissen von den Landesbehörden auf die Bundesaufsicht fortgesetzt, zudem wirkten sich zunehmend international vereinbarte Regelungen der Europäischen Wirtschaftsgemeinschaft auf das Versicherungswesen und damit auf die Aufsichtspraxis aus. Unter anderem begleitete die Behörde unter seiner Leitung das Erlassen des Pflichtversicherungsgesetzes im April 1965 und die damit folgende materielle Tarifaufsicht. Die letzten Jahre seiner Amtszeit vor dem altersbedingten Ausscheiden 1973 waren durch die Anfang der 1970er Jahr initiierten ersten Schritte bei der europaweiten Vereinheitlichung des Versicherungswesens geprägt, bei der einerseits eine Liberalisierung sowie eine auf einheitliche Kapitalanforderungen abzielende Aufsichtspraxis angestrebt wurde. Kurz vor dem Ausscheiden verlor er die Zuständigkeit für die Aufsicht über die Bausparkassen: am 1. Januar 1973 wechselte diese unter das Dach des Bundesaufsichtsamtes für das Kreditwesen.
Kurz nach dem Abschied Nowaks trat im September 1973 Walter Rieger, vormaliger persönlicher Referent von Bundesfinanzminister Franz Josef Strauß, nach Berufung durch dessen Nachfolger Helmut Schmidt die Nachfolge an der Spitze der deutschen Versicherungsaufsicht an. Wenige Tage später wurde Nowak mit dem Verdienstorden der Bundesrepublik Deutschland ausgezeichnet.
Erich Nowak verstarb wenige Tage nach Vollendung seines 89. Lebensjahres. Er ruht auf dem Waldfriedhof Dahlem (Feld 007-271).